# Otto Brusatti

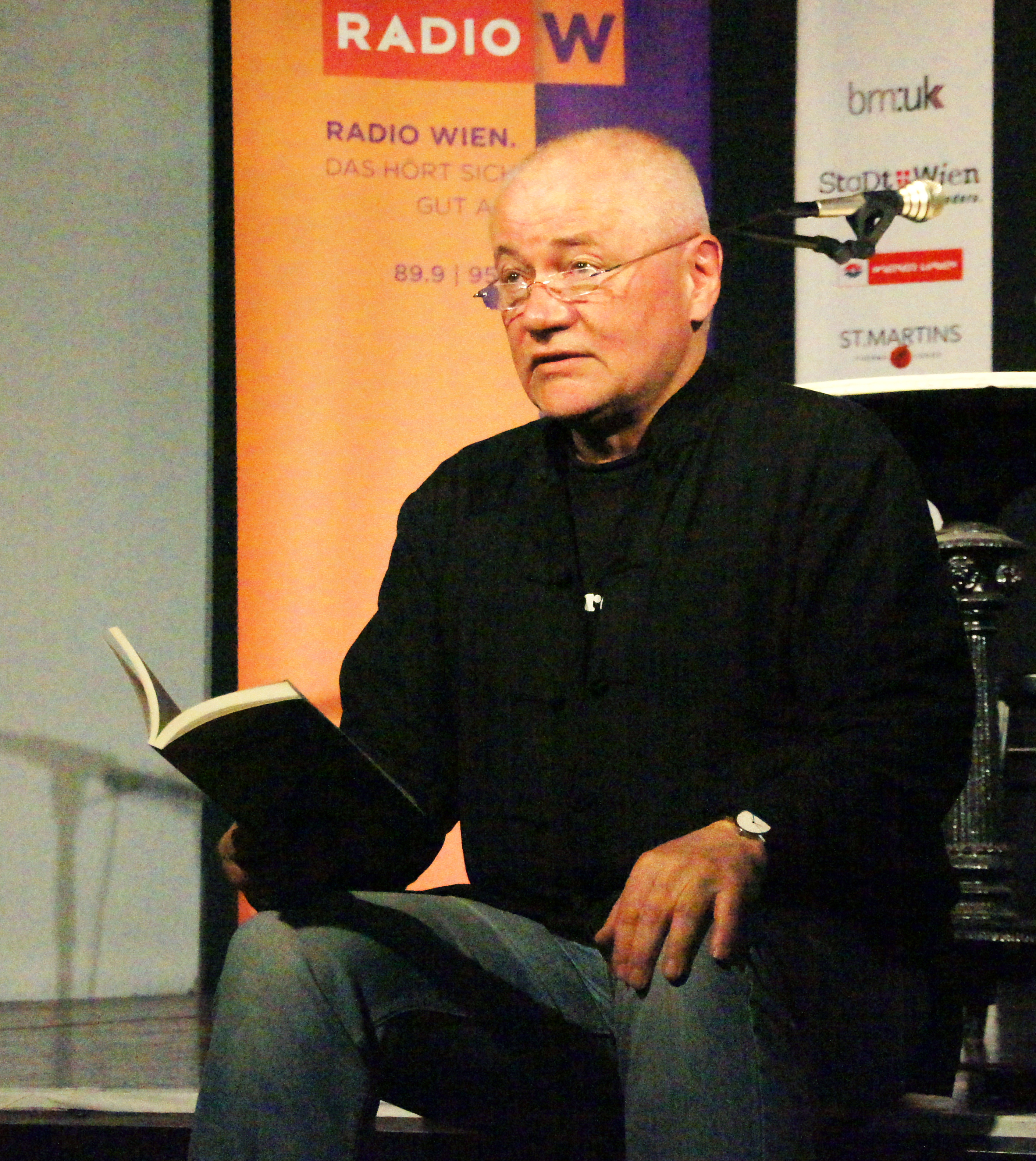
Otto Brusatti, 2013

Otto Brusatti (* 29. Juni 1948 in Zell am See) ist ein österreichischer Radiomoderator und Musikwissenschaftler. Außerdem hat er sich als Autor, Regisseur und Ausstellungsmacher einen Namen gemacht.

## Leben
Otto Brusatti wuchs in Baden bei Wien auf. Der Sohn eines Professorenehepaares strebte zuerst eine Uni-Karriere an. Er studierte Musikwissenschaft, Geschichte und Philosophie und arbeitete in Deutschland für den WDR. Anfang der 80er-Jahre kehrte er zum ORF zurück und begann die Morgensendung Pasticcio bei Ö1 zu moderieren, was er bis heute tut. Außerdem war er regelmäßiger Gastgeber der Samstags-Kultursendung Klassik-Treffpunkt, in der er meistens Theaterleute oder klassische Musiker ins Radiokulturcafé in der Argentinierstraße einlud und sie im Rahmen eines Porträts ihre Lieblingsmusik vorstellen ließ. In der Sendung ist auch immer ein Rätsel für die Hörer inbegriffen. Seinen letzten Klassik-Treffpunkt gestaltete Brusatti am 9. September 2017.
Brusatti moderiert seine Sendungen stets live ohne Notizen und versucht, seine Gäste mit unkonventionellen Fragen zu konfrontieren. Er moderiert noch die Sendungen Apropos Klassik und Tonart, präsentiert EBU-Livekonzerte, gestaltet Großsendungen und versucht sein Publikum mit klassischer Musik vertraut zu machen. Sein erstes Großprojekt war eine Sprechoper mit Will Quadflieg nach der Dritten Symphonie von Gustav Mahler.
Im Jahr 1975 wurde er mit Protektion des später suspendierten Sammlungsleiters Ernst Hilmar in der Musiksammlung der damaligen Wiener Stadt- und Landesbibliothek angestellt, wo er Ausstellungen über Komponisten wie Schubert und Mozart mitorganisierte, sich aber für seine diversen außerberuflichen Projekte sehr oft karenzieren ließ. Außerdem unterrichtete Brusatti einige Jahre lang Vergleichende Ästhetik an der Universität Wien und arbeitete am Wiener Burgtheater mit. Er publiziert populärwissenschaftliche Bücher sowie Belletristik, Lyrik und Hörstücke. Er führte Regie in ORF-Produktionen zum Mozart- und zum Sigmund-Freud-Jahr. Bei Oper! von Friederike Mayröcker, dem ORF Hörspiel des Jahres 2017, führte er Regie.
Seit 2008 ist Brusatti in Pension.

## Werke
- Joseph Lanner (2001)
- Dreimalneunmalleben (2002)
- Josef Strauss – Delirien und Sphärenklänge (2002)
- Wien.Musik – Eros & Thanatos (2003)
- Jazik. Eine dalmatinische Novelle (2004)
- Mozart auf der Reise nach Berlin. Mitteldeutscher Verlag, Halle (Saale) 2005, ISBN 978-3-89812-365-5
- Fest auf A. Ein Franz Schubert Roman. Mitteldeutscher Verlag, Halle (Saale) 2013, ISBN 978-3-89812-980-0
- Im Jahr der Sünden. Eine Novelle über ein geschlitztes Abendkleid, ein Kinderlied, den Tod und zu viele Nonnen. Mitteldeutscher Verlag, Halle (Saale) 2014, ISBN 978-3-95462-338-9
- Das musikalische Opfer. Form und Stimmungen. Mitteldeutscher Verlag, Halle (Saale) 2015, ISBN 978-3-95462-540-6
- 34 – der einfache Schrecken oder die Welt heute … Ein schmaler Roman zwischen Dresden und Wien. Mitteldeutscher Verlag, Halle (Saale) 2017, ISBN 978-3-95462-913-8

## Hörspiele
- 1984: Die letzten Stunden der Menschheit (auch Regie) (ORF/WDR)